# Каміло Рей Доменек
Каміло Рей Доменек (ісп. Camilo Rey Domenech; нар. 10 березня 2006) — аргентинський футболіст, півзахисник клубу «Бока Хуніорс».

## Клубна кар'єра
Каміло Рей Доменек народився у місті Пілар, провінція Буенос-Айрес, і почав грати у футбол у місцевому клубі «Спортіво Пілар». У віці 10 років приєднався до футбольної академії клубу «Бока Хуніорс». У грудні 2024 року підписав із клубом свій перший професійний контракт. 22 січня 2025 дебютував в основному складі «Боки» в матчі Кубка Аргентини проти «Архентіно Монте Майс». Чотири дні по тому дебютував в аргентинській Прімері в матчі проти «Архентінос Хуніорс».

## Кар'єра у збірній
Виступав за збірні Аргентини до 16 і до 17 років. Весною 2023 року зіграв на юнацькому чемпіонаті Південної Америки в Еквадорі, де зіграв один матч проти Венесуели і здобув бронзову медаль турніру.